# Solid Snake

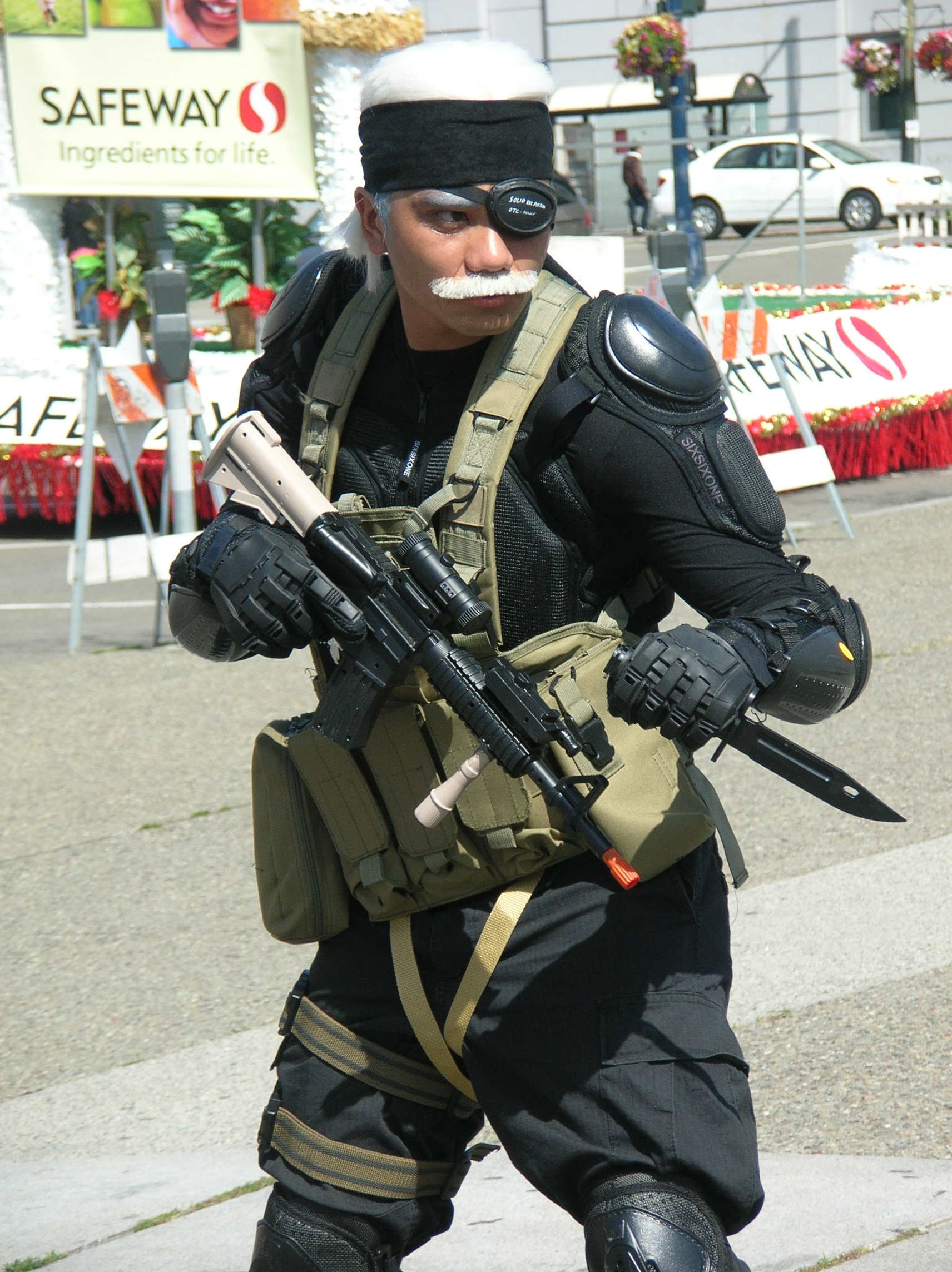
Disfressa de Solid Snake

Solid Snake és el protagonista de la saga de videojocs Metal Gear. És conegut com "L'home que fa possible l'impossible" o "L'exèrcit d'un home". És un soldat d'elit altament entrenat membre de la unitat d'operacions especials FOX-HOUND, amb preferències pel paracaigudisme, busseig, rapel, curses llops, escalada lliure, entre altres coses. També està versat en l'ús d'armes de curt i mitjà abast i tècniques de combat cos a cos. Solid és un àvid fumador.Se'l pot veure fumant en nombroses ocasions quan no està sota el control del jugador, i durant el joc utilitza el fum del cigarret com una estratègia per portar a terme la seva missió.
Els actors de doblatge que donen veu a Snake són, en japonès Akio Otsuka i David Hayter en anglès. Hideo Kojima va basar a Solid Snake a en diferents persones i personatges, incloent l'actor Christopher Walken, Jean-Claude Van Damme, Michael Biehn, Mel Gibson, Sean Connery (com old Big Boss) i el personatge de Snake Plisken del film Escape from New York, protagonitzada per Kurt Russell.
El veritable nom de Snake és desconegut, diu anomenar-se David. D'acord amb la informació adquirida a Metal Gear 2: Solid Snake, té una altura de 178 cm i pes prop de 75 kg junt amb un Quocient intel·lectual de 160. En les dades proveïdes a Metal Gear Solid, mesura 182 cm i té un CI de 180. Domina uns sis llengües.
Aquest nom fa referència a dos personatges: David Bowman del film 2001: Odissea a l'Espai i a Dave Forrest de Policenauts (també creat per Kojima). A Metal Gear Solid 2: Sons of Liberty, Solid utilitza l'àlies d'Iroquois Pliskin, el qual és clarament una referència a Snake Plissken.
Metal Gear Solid 2, ambientat l'any 2009, mostra a un Snake un més gran al que es mostra a Metal Gear Solid, situat històricament en 2005. Després d'una aparició a Metal Gear Solid 2 en la qual la major part del joc no tenia Snake com a personatge principal, i una clara absència a Metal Gear Solid 3, en la pròxima entrega de Metal Gear Solid 4: Guns of the Patriots, tornarà a ser el personatge principal. Se'ns mostra a un Snake molt més vell. Això és a causa que és un clon i pateix] d'un envelliment cel·lular accelerat en tenir els gens dels tres germans (Les Enfants Terribles).

## Història
Snake va néixer com a resultat de l'experiment Les Enfants Terribles; un projecte l'objectiu del qual era crear al soldat perfecte mitjançant la clonació del "guerrer més gran del segle 20", Big Boss. Les ments darrere aquest projecte mai novan desitjar de crear un clon idèntic, sinó un fenotip en el qual només els gens "superiors" fossin utilitzats. Sota aquesta idea van ser creats Solid Snake, Liquid Snake i Solidus Snake. Així, Solid Snake expressa els gens dominants, Liquid Snake els gens recessius i Solidus Snake és un equilibri d'aquests. (No és un clon exacte de Big Boss), el projecte va ser iniciat el 1972 amb 8 embrions dels quals 5 van ser avortats per estimular la supervivència del més fort, els 3 restants es convertirien en el coneixem com Liquid Snake, Solid Snake i Solidus Snake.
La seva fama es va iniciar en aconseguir de derrotar el seu "pare" genètic, Big Boss, en la seva fortalesa de "Outer Heaven" a l'operació "Intrús N313" en 1995 (Metal Gear). Anys més tard, ja retirat de FOX-HOUND, va tornar a l'acció en sabotejar l'estat-| nació de Zanzibar en 1999 (un país fictici, no l'illa de l'Àfrica), protagonitzant l'operació "Intrús F014" (Metal Gear 2: Solid Snake).
Durant l'incident de Shadow Moses, en què Liquid Snake va intentar de repetir l'experiència d'Outer Heaven, aquest tenia la impressió de posseir els gens "defectuosos" mentre que el seu germà, Solid Snake, havia rebut els gens "superiors". Aquest ressentiment el va acompanyar durant el seu enfrontament, creient que era "escombraries", creat dels gens sobrants que es van usar per crear al seu germà, "la llegenda" Solid Snake. Liquid Snake va rebre els gens recessius, i Solid Snake els dominants, per això en la conversa que mantenen prop del final de MGS de PSX, Liquid explica que Solid era el preferit i que li donaven més atencions. Al final de MGS, Revolver Ocelot explica que l'inferior havia guanyat la batalla, Solid Snake tenia els gens dominants (els quals es caracteritzen per respectar els gens del pare i mare; estant Solid Snake quasi idèntic al seu pare Big Boss en la veu, cabell, ulls, etc.), però això no significa que fos "superior", Liquid Snake amb els gens recessius tenia el nivell més alt en "gens de combat", però la seva mala interpretació de "gens dominants" el va conduir a tenir un mal concepte d'aquests i a la derrota.
Solid Snake és qui va lluitar amb Big Boss i amb Liquid Snake i va aconseguir de derrotar-los, provant així que els gens d'un no decideixen el seu destí, ja que com va dir Liquid al final de MGS, Snake moriria, ja que estava suposadament infectat amb el virus Fox Die, en canvi en el 4 joc de la saga es veu Solid Snake amb un aspecte més desmillorat, amb el que no sabem és si veritablement morirà pel virus o de fet no li va afectar.
Detalls de la seva joventut són poc menys que desconeguts. L'única pista fiable és el comentari que ell mateix fa a Metal Gear Solid: "He estat criat per moltes persones".